# Laupahoehoe
Laupahoehoe es un lugar designado por el censo ubicado en el condado de Hawái en el estado estadounidense de Hawái. En el año 2000 tenía una población de 473 habitantes y una densidad poblacional de 88.0 personas por km².

## Geografía
Laupahoehoe se encuentra ubicado en las coordenadas 19°59′5″N 155°14′10″O / 19.98472, -155.23611. Según la Oficina del Censo, la localidad tiene un área total de 5,9 km² (2,3 mi²), de la cual 5,4 km² (2,1 mi²) es tierra y 0,5 km² (0,2 mi²) (8.41%) es agua.

## Demografía
Según la Oficina del Censo en 2000 los ingresos medios por hogar en la localidad eran de $29.250, y los ingresos medios por familia eran $30.000. Los hombres tenían unos ingresos medios de $21.667 frente a los $21.607 para las mujeres. La renta per cápita para la localidad era de $11.896. Alrededor del 28.4 de las familias y del 25.2% de la población estaban por debajo del umbral de pobreza.